# Kanton Yssingeaux
Der Kanton Yssingeaux ist seit 1790 ein französischer Kanton im Arrondissement Yssingeaux, im Département Haute-Loire und in der Region Auvergne-Rhône-Alpes in  Vertreterin im Generalrat des Départements ist seit 2004 Madeleine Dubois (UMP). 

## Geographie
Der Kanton liegt im östlichen Zentralmassiv zwischen Le Puy-en-Velay und Saint-Étienne.

## Gemeinden
Der Kanton besteht aus sieben Gemeinden mit insgesamt 12.695 Einwohnern (Stand: 2022) auf einer Gesamtfläche von 205,43 km²:
| Gemeinde              | Einwohner 1. Januar 2022 | Fläche km² | Dichte Einw./km² | Code INSEE | Postleitzahl |
| --------------------- | ------------------------ | ---------- | ---------------- | ---------- | ------------ |
| Araules               | 615                      | 31,10      | 20               | 43007      | 43200        |
| Beaux                 | 865                      | 16,78      | 52               | 43024      | 43200        |
| Bessamorel            | 448                      | 7,37       | 61               | 43028      | 43200        |
| Grazac                | 1.126                    | 21,66      | 52               | 43102      | 43200        |
| Lapte                 | 1.774                    | 30,75      | 58               | 43114      | 43200        |
| Saint-Julien-du-Pinet | 487                      | 17,20      | 28               | 43203      | 43200        |
| Yssingeaux            | 7.380                    | 80,57      | 92               | 43268      | 43200        |
| Kanton Yssingeaux     | 12.695                   | 205,43     | 62               | 4319       | –            |